# How to Save a Life (chanson)
Pour l'album, voir How to Save a Life.
Singles de The Fray
Over My Head (Cable Car)
(2005) Look After You
(2007)
Pistes de How to Save a Life
Over My Head (Cable Car)
(2) All at Once
(4)
How to Save a Life est une chanson phare du groupe de pop/rock The Fray. C'est la chanson titre de leur premier album, How to Save a Life. Le morceau s'est vendu à environ 3 100 000 téléchargements aux États-Unis et a été certifiée trois fois Platinum par le RIAA. 
Cette chanson est la première du groupe à atteindre une popularité importante en dehors des États-Unis. How to Save a Life a atteint le top 5 en Australie, Canada, Canada, Italie, Espagne, Suède et au Royaume-Uni.
Cette chanson a été réinterprétée par Kevin McKidd, Ellen Pompeo, Kim Raver, Eric Dane, Jessica Capshaw, Chandra Wilson, Chyler Leigh, Sarah Drew, Justin Chambers et par Sara Ramirez dans l'épisode 18 de la saison 7 de Grey's Anatomy

## Sens de la chanson
« And I would have stayed up with you all night
Had I known how to save a life. »

— The Fray, How to Save a Life
Selon le chanteur, pianiste et compositeur Isaac Slade, la chanson a été influencée par son travail de mentor dans un camp pour adolescents en difficulté, dont l'un, âgé de 17 ans, l'a extrêmement marqué. Slade affirme également que la chanson porte sur toutes les personnes qui ont tenté en vain de tendre la main à cet adolescent. Comme Slade l'a dit dans une entrevue, les amis du garçon et sa famille s'approchaient de lui en disant quit [the problem behavior] or I won't talk to you again, mais tout ce dont il avait besoin, c'était d'un certain soutien. Les premiers vers de la chanson décrivent la tentative d'un adulte pour faire face aux difficultés de l'adolescent. Dans le refrain, le chanteur déplore que lui-même ait été incapable de sauver un ami parce qu'il ne savait pas comment s'y prendre.

## Classement
| Année | Titre              | Meilleur classement | Meilleur classement | Meilleur classement | Meilleur classement  | Meilleur classement | Meilleur classement | Meilleur classement | Meilleur classement | Meilleur classement | Meilleur classement | Meilleur classement | Meilleur classement | Meilleur classement | Album              |
| Année | Titre              | Autriche            | Australie           | France              | Belgique francophone | Irlande             | Norvège             | Nouvelle-Zélande    | Pays-Bas            | Suède               | Suisse              | Angleterre          | États-Unis          | Monde               | Album              |
| ----- | ------------------ | ------------------- | ------------------- | ------------------- | -------------------- | ------------------- | ------------------- | ------------------- | ------------------- | ------------------- | ------------------- | ------------------- | ------------------- | ------------------- | ------------------ |
| 2007  | How to Save a Life | 55                  | 2                   | 35                  | 7                    | 1                   | 10                  | 7                   | 46                  | 5                   | 28                  | 4                   | 3                   | 15                  | How to Save a Life |

### Traductions
1. ↑  (fr) « Je serais resté avec toi toute la nuit
si j'avais su comment sauver une vie. »